# Drusilasaura
Drusilasaura là một chi khủng long, được Navarrete Casal & R. D. Martínez (as R. Martínez) mô tả khoa học năm 2011.